# Pete Stark
Fortney Hillman "Pete" Stark, Jr., född 11 november 1931 i Milwaukee, Wisconsin, död 24 januari 2020 i Maryland, var en amerikansk demokratisk politiker. Han var ledamot av USA:s representanthus 1973–2013.
Stark utexaminerades 1953 från Massachusetts Institute of Technology. Han tjänstgjorde i USA:s flygvapen 1955–1957. Han avlade sedan 1960 MBA-examen vid University of California, Berkeley. Han grundade därefter banken Security National Bank i Walnut Creek, Kalifornien.
Stark besegrade sittande kongressledamoten George Paul Miller i demokraternas primärval inför kongressvalet 1972. Han vann sedan själva kongressvalet och efterträdde Miller i representanthuset i januari 1973. Han omvaldes nitton gånger.
År 2007 meddelade Stark att han inte tror på någon gud. Detta framkom i samband med en undersökning där inga övriga öppet uttalade ateister förekom i kongressen.